# Ernesto Bentancour
Ernesto Bentancour (także Bentancor lub Bettancourt) – piłkarz urugwajski, napastnik.
Jako piłkarz klubu CA Peñarol wziął udział w turnieju Copa América 1949, gdzie Urugwaj zajął szóste miejsce. Bentancour zagrał we wszystkich siedmiu meczach – z Ekwadorem, Boliwią (zdobył bramkę), Paragwajem, Kolumbią, Brazylią (na boisko wszedł za niego Dagoberto Moll), Peru i Chile.
W reprezentacji Urugwaju Bentancour grał tylko w 1949 roku podczas turnieju Copa América - rozegrał łącznie 7 meczów i zdobył 1 bramkę.